# Oberin
Oberin（オベリン）は、Macintoshで動作する無料の多人数参加型オンラインロールプレイングゲーム(MMORPG)である。

## 特徴
Macintoshでのみ動作する唯一のMMORPGであり、Mac OS 9およびMac OS Xが対応している。ニューオーリンズ在住のコンピュータプログラマー、Glenn Seemannが開発・運営を行っている。ゲーム内容はウルティマオンラインに類似している。
ゲームはファンタジーとして普遍的な、中世ヨーロッパ世界をモチーフとした剣と魔法の世界である。
日本語には全く対応しておらず、ゲームを始めるにあたっては英語の知識が必須であるが、日本人プレイヤーも多く、翻訳などの作業もなされているためハードルはそれほど高くない。ただし、重要な会話は英語でのみなされることがほとんどであり、英語が不自由であると他のプレイヤーとの意思疎通が難しい面もある。日本では公開ベータ版が稼働を始めた2001年1月頃からプレイヤーが増え始め、Mac People（アスキー社）が2001年8月15日号で紹介を行ったためプレイヤーが増加した。
2002年11月に稼働を一時停止し、2003年に再開。その後も不安定な稼働が続き、2005年4月2日より公開ベータ版が稼働。
しかし2008年10月2日、サーバーとして使用していたMacが老朽化のためダウンしてしまい、全面的な稼働停止状態に陥った。その時点では新たにサーバ用としてマックを購入しようにも資金が足りず、GM JinkerのHPからユーザーに寄付もしくはオリジナルデザインのTシャツやマグカップ（タイトルロゴやGaper、Dragon等のプリントがされている）の販売による資金集めを行って危機を脱した。ダウンした際にプレイヤーたちの全データが消去されてしまうかもしれないと危惧されていたが全データはそのまま保存されておりその後無事に救出された。
その後2008年10月11日、無事にJinkerは新たなサーバを得て稼働は再開された。

## 開発
アメリカ人Glenn Seemannが大部分を一人で開発し、Crescent Vision Interactive社が運営を行っている。Crescent Vision Interactive社の David Bourgも開発に携わっていると考えられ、2005年現在クレジットされている開発者名は©Glenn Seemann & David Bourg” と表記されている。
開発者のGlennは個人的な興味で開発・運営を行っているらしく、今後も無料で運営を継続する見込みである。現在、OberinのサーバはGlennの自宅サーバで稼働しているものと考えられており、多人数がログインすることで動作速度が極度に低下するなど、回線のトラブルが絶えない。2005年8月には巨大ハリケーン・カトリーナの影響でGlennの自宅が被害を受け、サーバが停止するという事態も起きた。
開発後の改良はフランス人のStefan(ハンドルネーム)が担当していたが、2006年に突如失踪を遂げたが、後に復帰している。

## システム概略
ゲームシステムは操作系に関してはマウスによるカーソルクリックでのキャラクタ移動やスキル指定と、キーボードを用いたショートカットや会話に大別される。ゲーム画面は世界やキャラクタを表示するメイン画面と、操作キャラのスキル、装備やステイタス、カレンダーなどの各種情報をリアルタイムで表示する各ウィンドウを任意の場所に表示／配置する事が出来るようになっている。キャラクタの能力／成長に関しては独自のスキルシステムを採用し、該当するスキル(Skill、技能)を使用することでレベルが上昇する。開始当初ではほとんどのスキルが1であるため何をやってもかなりの確率で失敗するが、レベルが上がることによりスキルの成功率が上昇する。スキルには生活スキルと職業スキルがあり、生活スキルはどの職業も同じ物を持ち、使用／成長させる事が出来る。

### 画面構成
ゲーム内の全ての情報はそれぞれカテゴリに分けられたウィンドウに表示される。表示できるウィンドウは以下の通り。
- メインウィンドウ:ゲーム世界を表示するウィンドウ。自分や他のプレイヤーキャラ、敵モンスターは名前（自キャラは緑、他は白）とHPメーター、会話内容が表示される。また左下にはシステムメッセージ（自キャラの操作やステイタス変化など）が表示される（6行まで）。
- 所持品ウィンドウ:自キャラが保持しているアイテムを表示するウィンドウ。装備アイテムもここに表示される（装備すると赤文字で表示される）。
- メッセージウィンドウ:システムメッセージや会話内容等を表示する。システムメッセージは青文字、会話内容は黒文字、スキルレベル上昇のメッセージは赤文字で表示される。
- ステータスウィンドウ:キャラクタのクラスレベル、腕力、HP、精神力、MP、防御値（ArmerClass）、所持品重量などのステータス状態がリアルタイムで表示される。
- スキルウィンドウ:自キャラのスキルが表示されるウィンドウ。スキルレベルが右端に表示される。使用するタイプのスキルには左端に緑色のチェックマークがついている。魔法スキルや生活スキル等はクリックする事で更に使用する魔法や生産できるアイテム等を表示するウィンドウが表示される。
- 装備ウィンドウ:自キャラが装備しているアイテムを表示するウィンドウ。頭部（帽子やヘルメット）、首（ネックレス）、胴体（服や鎧）、腕部（Arm鎧）、腰部（ベルト）、脚部（Leg鎧）、靴（Boots）、右手（武器）、左手（盾:Pole Weapon装備時は非表示）、右手（指輪）、左手（指輪）に装備しているアイテムのアイコンが表示される。武器防具のアイコンには耐久度数（所持品ウィンドウでは装備品名の後に"（+10）"と数値で表示）がリアルタイム（耐久度数は戦闘によって減少）で表示される。
- 購入／売却ウィンドウ:店に入ると表示できるウィンドウ。購入ウィンドウはその店で購入できるアイテム、売却ウィンドウはその店で売却できる自キャラの所持品が表示される。購入／売却できるアイテムは店毎によって異なる。
- 預け品ウィンドウ:銀行（Bank）に預けてあるアイテムを表示するウィンドウ。Bankの敷地内に入る事で表示できる。アイテム名の左端に下向きの赤矢印があり、クリックすると預けてあるそのアイテムの全個数を取り出せる。optionキーを押しながらだと取り出す数量を指定できる。
- マップウィンドウ:自キャラ周辺のマップが表示される。ダンジョン内は表示されない。
- カレンダーウィンドウ:現在のOberin暦と月の満ち欠けがリアルタイムで表示される。
- ペットウィンドウ:Tamingで手なずけたモンスターの状態を表示するウィンドウ。
- パーティウィンドウ:他人のキャラクタとパーティを組んだ際にそのメンバーを表示するウィンドウ。

なお、それぞれのウィンドウはプレイヤーがデスクトップ上の任意の場所に表示／配置が出来る。

### 操作
- キャラクタの移動はマウスで行きたい位置へクリックする事でその地点へキャラクタが移動する。クリックしたままであればその方向へ移動し続ける。また、テンキーでも移動が出来る[1]。
- 所持品ウィンドウに表示されているアイテム名をクリックする事で装備アイテムは装備、使用アイテムは使用する事が出来る。アイテム名の左端の赤い左向き矢印をクリックすると足下に落とす（Drop）。その右の赤い右向き矢印は他のキャラにアイテムを渡す。矢印をクリックし、渡したいキャラをクリックする事で渡せる。銀行内でDropすればアイテムを預けられる。
- アイテム移動（落とす／渡す）の際、optionキーを押しながら赤矢印をクリックすると数量を指定できる。また、commandキーを押しながらであれば持っている全数量に指定される。
- Skillウィンドウに表示されているスキルをクリックする事でスキルを使用する事が出来る。使用できるスキルは左端に緑色のチェックマークがついている。
- メインウィンドウの下端に文字を入力するエリアがあり、キーボードで文字入力しreturnでキャラクタの上に文字が表示され誰が喋ったメッセージかが分かる。

### 職業スキル
職業スキルは言い換えれば戦闘に直接関わるスキルであり、各クラスによって上限や習得の可否が決まっている。例を挙げると、魔術師でどれだけ剣を振り回そうと、一生上達することはない(武器を使うことは出来る)。戦士が魔法を使えないのと同じである(こちらは使うことすら出来ないが)。スキルは基本的に一度使って成功すれば1成功ポイント(Success Point)を入手でき、レベル2以上の動作を行えば2成功ポイントが入手出来るが、戦闘スキル(Dagger, Swordsmanship, Mace Fighting, Pole Fighting, Archery, Wrestling)は7回使用して1成功ポイント、瞑想スキル(Meditation)は4回使用して1成功ポイントと設定されている。Petを手なずける(Taming)スキルはPetの攻撃回数や敵を倒した回数によると思われるが、明らかになっていない。成功ポイントとレベルアップの関係は、レベル1から2が100成功ポイント、3以上が(2の(次に上がるレベル数-3)乗×100)成功ポイントとなっている。

### 生活スキル
生活スキルはLumberjacking（木材伐採）、Woodcrafting（木材工作）、Mining（採掘）、Blacksmithing（鍛冶）、Fishing（釣り）、Cooking（料理）、Tinkering（細工）、Taloring（裁縫）など全てのキャラクタが利用するスキル。何らかのアイテムを採取／生成できたら成功ポイントを1ポイント獲得。レベルが上がるに従って採取／生成できるアイテムが増え、採取／生成の成功率が上昇する。レベルアップに必要な成功ポイントは職業スキルの場合と同じ。
Wood Crafting、Blacksmithingスキルで武器／防具を生成できるが、ある武器／防具を生成できるようになるレベルの更に倍のレベルに達した際にはGM（Grand Master）級の武器／防具を生成できるようになる（例：レベル4になった時にはレベル2で作れるようになった物がGM級として生成できるようになる）。GM級の武器／防具は無冠時の物よりも攻撃力・防御力・耐久力などが格段に高くなる。

### クラス
ゲーム開始にあたり、以下の職業(Class)を選ばなくてはならない。職業とはFighter（戦士）、Ranger（野伏）、Rogue（盗賊）、Wizard（魔術師）、Cleric（僧侶）、Druid（魔獣使い）である。各職業には習得出来る職業スキルとその上限が決まっているが、その中でも主要な3つのスキルが設定されており、主要スキル（プライマリスキル）と呼ばれる。この主要スキルに基づいて職業レベルが設定されるため、これら主要スキルをより多く使いこなすことが強力なプレイヤーとなる条件である。

### 装備品
武器や防具は一般的なファンタジーRPGとしてよく見られるものである。魔法の武器や魔法の防具なども存在するが宝箱から手に入れる、人から買う、偶然拾うなどの手段でしか手に入らないことが多い。武器や鎧は戦闘により徐々に摩耗し、攻撃力・防御力も低下する。補修(Repair)しないと最後には壊れてしまう。魔法の武器、毒を付加してある武器は補修できない。補修の必要性は高頻度であり、戦士クラスは武器・防具を購入して使用するよりも自分で作れる（Blacksmith）ようになってから戦いを始めた方が経済的効率性が良い。耐久度が落ちて新品に買い替えるより、修復するだけなら金も素材もかからないからである。日本の一般的なRPGにあるような「武器屋で大金を支払えば性能のいい武器・防具を購入できる」ことはほとんどない。

### 魔法
魔法はマナポイント(Mana Point)という精神力と、試薬(Reagent)を消費することで行使することができる。マナポイントは限られているので、魔法を連発するにはレベルアップが必要である。試薬は大体のものは魔法ショップで購入出来るが、一部のものは非売品であり、拾ったり、人から購入したり、敵を倒して入手するなどの手段が必要である。マナポイントは自動的にゆっくり回復するが、瞑想(Meditation)スキルを使うとより早く回復出来る。ポーションでも回復する。

### アイテム
アイテムは大別してお金、防具に属するもの、食糧、魔法の試薬、ポーション類、クエスト用アイテム、指輪、宝石に分けられる。帽子やブーツなどは防具として装備する。食糧は空腹の度合いによって消費していき、飢餓状態(Starving)になるとスキルを行使しても成功ポイントが加算されない。ポーション類は有用であるが20個ずつしか携帯出来ないため、浪費しているとすぐになくなってしまう。クエスト用アイテムはそのままでは効果を現さないが、一定数を集めて特定のNPCに渡すと特殊アイテムなどが入手出来ることがある（Item Questの項参照）。指輪は装飾用のものと魔法の指輪があり、防御力を高めたり、攻撃魔法や回復魔法が使える指輪も存在する。宝石は換金目的に使用するものがほとんどだが、ピュアクリスタル(Pure Crystal)は街から街へと瞬時にワープ可能なアイテムである。ただしワープゾーン(Portal)へ行かなければ使えない。

### 重量の概念
全ての装備品／アイテムにそれぞれ重量が設定されており、クラスレベル毎に設定されている許容量以上の重量を所持する事は出来ない。それを超過すると移動不可能になってしまう（アイテムを捨てるなどは出来る）。

### 時間の概念
Oberinにも時間の概念が存在し、現実世界での120分がOberin世界での1日に相当する。日本でプレイする場合、現実世界の奇数時0分がOberin世界の午前0時ちょうどとなる。
ログイン時間によってはいきなり真夜中の真っ暗闇状態から始まってしまうこともあるので注意が必要である。Oberin世界では午前5時に夜から朝に変わり、午後8時に夕方から夜へ、そして午後10時には真夜中になる。つまりNight Vision Potionを使わないのであれば現実世界での奇数時20分頃から次の偶数時50分頃まで（日本時間）の90分間が可視行動可能時間となる。
またOberin世界には年、月の概念もある。Oberin世界での1年は現実での100日に相当し、1200日で年が一つ改まる。現実世界の「2007年10月11日13時00分（日本標準時）」の時点でのOberin暦は「429年Dancing Moon55日00時00分」である。Oberinの世界では月はLady Moonの魔力によって支配されており、プレイに何らかの影響を及ぼす。
公式サイトに記されているそれぞれの月の名前とその日数は以下の通り。
| 月の名前      | Oberinでの日数 | 現実での日数 | Lady Moonの魔力の影響                                                                                        |
| ------------- | -------------- | ------------ | --- |
| Waking Moon   | 239日          | 19日と22時間 | 年の最初の月。Lady Moonの魔力が一番遠くて弱い。                                                              |
| Growing Moon  | 250日          | 20日と20時間 | |
| Bleeding Moon | 230日          | 19日と4時間  | Ladyの魔力の流れは多くの魔物を引きつける。                                                                   |
| Red Moon      | 242日          | 20日と4時間  | 多くの魔物が冒険者を襲い、流れた血が月を赤く染める。                                                         |
| Harvest Moon  | 233日          | 19日と10時間 | Ladyによって地上に平和と繁栄がもたらされ、工芸作家、農民、漁師は彼女の祝福を受ける。生産成功率が上昇する月。 |
| Dancing Moon  | 253日          | 21日と2時間  | Harvest Moonによって蓄えられた豊かな富がLadyが踊っている様子に例えられる。物が店に潤沢に並ぶ月。             |
| Lucky Moon    | 232日          | 19日と8時間  | 珍しいアイテムが入手しやすくなる。                                                                           |
| Blue Moon     | 249日          | 20日と18時間 | |
| Fighting Moon | 235日          | 19日と14時間 | Ladyは不思議な力で戦士達に最も偉大な敵と戦う強さと勇気を与える。                                             |
| Sleeping Moon | 242日          | 20日と4時間  | 年の最後の月。Fighting Moonに引き起こされた戦争が沈静化する。次の年に備えLadyは眠りに入る。                  |

## Oberin入手からプレイ開始まで
- まずはOberinの公式サイト（英字サイト）でOberin Clientをダウンロード。

ページ左のMain Menuの「Download」ページの一番下の「Agree」ボタンを押し、ダウンロードページへ。使用OS（8,9版かOS X版）のファイルをダウンロード。
- Oberin Clientフォルダ内のOberin Character Creatorを起動しプレイするキャラクターを作成。

名前、クラス、性別、ログインパスワード、メールアドレスを入力し、与えられているポイントを各スキルに割り振り作成完了。どのスキルにポイントを割り振るかはユーザーの任意であるが選択したクラスによっては割り振れないスキルもあり、またクラス特有のスキル（プライマリスキル）にも最大3ポイントまでしか割り振ることができない。プライマリスキルに重点的に割り振ればスタート時からクラスレベル4で始めることができる。
- Oberinアプリを起動し、Character Creatorで作成した名前とログインパスワードを入力してログイン。
- マップ上にない建物の内部にキャラクタが出現し、Lerilin、Mirith、Andris、Duldrus、Marariのいずれかに通じる5つの下り梯子をおり、選択した街の地下室に到着するので梯子を上って街へ出る。
- この時点ではまだActivate（承認）されておらず、プレイヤー名の部分が指定された名前では表示されない（先輩プレイヤーはここで初心者を見分ける）ので、/helpとタイプしてGM（ゲームマスター。Oberin世界の管理を司る絶対の存在。制作者のキャラクタ「Jinker」とJinkerに委託された超ベテラン級プレイヤー数名）を召喚する事でActivateしてもらう。

何も言わなくても（名前が表示されていないので）Activateしてはもらえるが、会ったら「Hello（または丁寧にGreetings）」、「Please Activate （Me）」とお願いし、Activateしてもらったら「Thank You」くらいの挨拶はするのがマナーである。ただし、/helpですぐに来てもらえない事もあるのでときどき呼び出して来てくれるのを待ちながら先にプレイしておく事になる。
承認されないでプレイしつづけていると先輩プレイヤーが気軽に話しかけてくれて（上記のように初心者はすぐに見分けられるので）色々とアドバイスしてくれる事がよくある。
- 基本的には会話は英語のみが通用する。英語が苦手な場合にはあえてキャラクタ名に日本人名を使うと「この人は日本人だ」と思ってくれたりすることもある。とはいえ、多少の英語力を持っていれば他キャラとのコミュニケーションがとり易く、よりゲームを楽しむ事が出来る。
- ActivateされることでようやくOberinの住人として認められることになるがこの時点では最低限のアイテム（初心者が着ている水色のローブ、Fishing Pole、Mining Axe、Hand Axeなど生産系のスキルに使用するツール、少しの食料）だけ、ゴールドもゼロからスタートするので、まずは魚釣りでTroutを釣り、それをFish Stalkにして売ることでゴールドを稼ぐ事になる。他にも森の木をLumberjackingスキルで切り倒してLog（丸太）をつくり、それをBoard（板）にして売る、岩山でMiningスキルを使い鉱物（Ferite:鉄鉱石）を採掘し、鍛冶屋でIngot（鉄隗）を作って売るなどもできる。

## 職業
Oberinでは全てのキャラクタが戦闘時に関連する特徴により以下の6つのクラスに大別される。もちろん登録時にユーザーが選択するもので、途中で変更する事は出来ない。また、キャラクタにはクラスレベルが設定されており、それぞれのクラスにおけるHP値、マナ値、許容重量値などの基本値の上昇に関わる。クラスレベルはそれぞれのクラスのプライマリスキル全体のレベルによって決定され、その上昇の度合いはキャラクタ作成時のスキルポイント配分の時にも見る事が出来る。各プライマリスキルを丁寧に一つずつ上げていくか、一つ、もしくは特定のプライマリスキルのみを限定して上げていくかはプレイヤーの自由である。
※以下のものは、2007年3月現在のものである。

### 「Plate」クラス

#### Fighter(戦士)
近接戦闘に特化したクラス。甲冑と盾で身を固め、剣や鎚、斧などでダメージを与える。弓を使うことも出来るが、Archeryスキルを習得出来ないため上達することはない。敵に大ダメージを与えるクリティカルヒット(会心の一撃)を放つことが出来る。
近接戦闘による物理的攻撃力に優れたクラスであり、ヒットポイント(生命力)はRangerと並びレベル毎の最大値及び上昇率が高く、STR値、DEX値は最も高い。その反面、魔法による攻撃に極めて脆弱であり、ほぼ一撃で致死的なダメージを負うことも多い。戦闘装備の重量値が高い物が多い為か許容重量の最大値が最も高く設定されている。
Fighter最大の特徴はクリティカルヒットによる攻撃力であり、発生率はAnatomyスキルの値に左右されるがWizardの麻痺魔法(Paralyze)によって麻痺している敵にはクリティカルヒットが出る確率が増す(100%になる訳ではないのでたまにミスすることもあるが)。2007年には、あまりに強力なクリティカルヒットが他クラスのプレイヤーからアンバランスであると非難を受け、公式ホームページにおいて弱体化を求める議論が繰り返された。
他のクラスと違い戦闘時の特殊な能力がなく（2009年1月のアップデートで解消）パーティでの行動時は基本的にClericによる体力／ステイタス回復やWizardによる中・遠距離からの援護攻撃をあてにしながらの真っ向勝負の肉弾戦を旨とした攻撃パターンが定石となる。一人で行動している時には敵に囲まれないようにし、一匹ずつ離れた所に誘い込んで仕留めていく用心深さが必要になる。
プライマリスキルは剣一般(Swordsmanship)、鎚・斧(Mace Fighting)、竿状武器(Pole Fighting)。どれか一つを得意武器として磨きあげてもいいし、全てを状況によって使いこなすこともできる。他のクラスと違い、プライマリスキルが全て戦闘スキルであるため、戦闘以外の行動で黙々とスキルアップすることができないので結果的に極端にレベルアップが遅くなってしまう。

#### Ranger(野伏)
剣も弓も使いこなすことが出来るクラス。情報収集能力にも長け、パーティリーダーにふさわしいクラスである。近接戦闘・間接攻撃のどちらにも威力を発揮し、視野外のモンスターや人の位置を察知する索敵(Tracking)スキルを持つ（ダンジョン内では使えない）。「敵に察知される前に敵の位置を知る」ことが出来るため、それらを避けながら狩りを続けることが出来る。
Fighterと同じ装甲の防具を装備可能であり、レベルアップがFighterに比べて容易であるためヒットポイントも高く、敵から身を隠す能力(Hiding)も得意で、また魔法耐性も1レベルだけだが高い。物理攻撃に対して圧倒的に強く、魔法攻撃にも（高ヒットポイントのおかげで）そこそこ耐えられる、最も死ににくい万能クラスと言える。弓(Archery)レベルが上昇するのはRangerだけであり、高レベルのRangerによる弓攻撃は非常に強力で、うまく動けばノーダメージで敵を倒すことができる。反面、攻撃力はFighterのクリティカルヒットやWizardの攻撃魔法に比べ明らかに劣る。最もプレイヤー数の多いクラス。
パーティ戦闘では最も司令塔として適している。Trackingによって敵の位置情報を得やすい、ダメージに強い、魔法を唱えるクラスに比べて比較的動作が少なくて済むため会話する余裕が生まれやすい（魔法使いは一般的に該当する魔法名をスキルウィンドウから選んでクリックし、次に動いている敵ターゲットをクリックするという2アクションが必要で、Archeryスキルは一度ターゲットすれば射程内にいる間ずっと撃ち続け、1アクションで済む）、Fighterは最前線にいるため呪いを使う敵（ZombieやPoison Elementalなど）に被害を受けて喋れなくなることも多く、Rogueは敵の荷物のカギを開けたり、敵の背後に回り込むことに忙殺されている、などが理由である。
プライマリスキルは剣一般(Swordsmanship)、弓(Archery)、索敵(Tracking)。

#### Rogue(盗賊)
毒を塗った短剣(Poison Dagger)を携え、敵から身を隠しつつ背後から攻撃を加えたり(Backstab)、ダンジョンの奥底に眠る宝箱(chest)の罠を外し、カギを開けることが出来るクラス。ヒットポイントや魔法耐性はあまり高くないが、敵から身を隠しながら移動する能力(Stealth)を自在に使いこなせば、激戦でパーティが全滅する中、ただ一人生き残って脱出することも不可能ではない。
攻撃力はそれほど高くないが、Stealthしたまま敵の背後から攻撃するBackstabに成功すれば、敵をスタン（麻痺）出来る上にFighterのクリティカルヒットよりも強い（敵一人につき一撃しか出せないこと、敵の背後をとるのが難しいことから、全体的にはクリティカルヒットの方が使いやすい）。カギの解除は他のクラスでもある程度可能だが、大金が眠るような宝箱はRogueしか外せないものが多い。罠の解除はRogueのみ可能である。最もプレイヤー数の少ないクラス。初心者には難しいが、最も金儲けがしやすい。
プライマリスキルは隠れ身(Stealth)、毒付加(Poisoning)、強さ認識(Anatomy)。カギ開けや罠解除が求められるのに、これらは成長に寄与しない。

### 「Robe」クラス（一般的に言う魔法使い）

#### Wizard(魔術師)
攻撃魔法(Magery/Wizard)を駆使するクラス。Oberinの花形であり、プレイヤーによる人気投票でも常に上位のクラスである。一般的なRPGではレベルアップによりいろいろな攻撃魔法が使えるようになるが、Oberinに於ける魔術師は毒攻撃(Poisoning)、爆発(Explosion)、稲妻の矢(Lightning Bolt)の3つが主である。Lightning Bolt(LB)は特に強力で、Wizardが複数でLBを連射する時の爆発的な攻撃力は他のクラスの追随を許さない。最新のアップデートにより、さらに強力な攻撃魔法「Fireball」が追加された。
Dungeons & DragonsなどにおけるWizardのイメージとは異なり、ヒットポイントも高く、瞑想(Meditation)スキルでヒットポイントを回復出来るため、打撃戦にもある程度耐えられる。ただし金属鎧や革鎧、盾を持つと魔法が使えなくなるため、Plateクラスに比べるとやはり物理攻撃には脆弱である。
攻撃魔法は強力な反面、大量のマナポイント(魔法力)を消費するため、連射がききにくい。このため1対1には強いが、複数の敵には苦戦することがある。またLBを連射後に新たな敵が襲ってきた場合は退却も免れない。しかし、攻撃魔法の他に麻痺魔法(Paralyze)や混乱(Disorientation)などもあり、画面内の敵全体を麻痺させる(Paralyze Field)ことも出来るなど、状況に応じて的確に魔法を使いこなす技術を持てばまさに敵を手玉に取ることもできる。時にはWizardの一発の魔法がパーティ全体の運命を決めることもある。
魔法を唱えるには試薬(Reagent)が必須であるが、非売品や高価なものも多く、特定の魔法を乱射しているだけではクラス上達は難しい。プレイヤーの腕前による差がとても大きいクラスである。
プライマリスキルは魔法(Magery/Wizard)、瞑想(Meditation)、毒付加(Poisoning)。毒付加はいずれ魔法付与(Enchant Weapon)に変わる可能性がある。

#### Cleric(僧侶)
回復魔法(Magery/Cleric)を使うことの出来る唯一のクラス。ダメージ回復だけでなく毒や呪いも解除できる。他にも能力を一時的に上げる、魔法を跳ね返すなどの魔法もあり、レベルが上がると死者を蘇らせたり、アンデッドモンスターを自然に帰す攻撃魔法(Turn Undead)も駆使する。
Dungeons & Dragonsなどでは鎧に身を固め鎚を持って攻撃する神官戦士のイメージが強いが、OberinにおけるClericは全クラス中最もヒットポイントが低く、金属製品は一切装備出来ない(装備すると魔法が使えない)。筋力(Strength)も低いため、素手での攻撃(Wrestling)もWizardやDruidに比べて弱く、攻撃にはアンデッドモンスターを除いて強さを発揮しにくい。
しかし、モンスターが強力に設定されているOberinでは、Cleric無しでのパーティ戦闘はまず不可能であり、核となる存在である。MMORPG最大の特徴である「多人数での冒険」も、熟練Clericの有無により行けるかどうかが決まっていると言っても過言ではない。集団戦闘中はClericを守り通すことが戦いの基本である。
また、ダメージ回復の重要な手段である回復薬(ポーション)を作ることができる(Alchemy/Cleric)。低回復薬(Lesser Heal Potion)、中回復薬(Greater Heal Potion)は店でも購入出来るが、最大回復薬(Full Heal Potion)はClericから購入するしかない。最大解毒薬(Full Detoxify Potion)も同じである。
プライマリスキルは僧侶魔法(Magery/Cleric)、調薬(Alchemy/Cleric)、治癒(Healing)。

#### Druid(魔獣使い)
強力なペットを引き連れて戦わせるクラス。調教(Taming)レベルが上がるほど強いペットを仲間にすることができる。
ペットの攻撃はクリティカルヒットのような強力さはないが、疲れ知らずで長時間の戦闘でも武器のように攻撃力が弱るようなこともなく、サーバ不調時のタイムラグにも強い。ペットは成長することでヒットポイントや打撃力、走行速度が増加する。Druid自体、成長すればヒットポイントも高く、打撃戦にも魔法攻撃にも強いがやはり金属鎧を着けると魔法が使えない(魔法が使えないことを別にすれば、ペットへの攻撃コマンドは入力可能なので、Robeクラスの中では鎧を着ていても問題は少ない)。Druidが敵のターゲットを引き受け、ペットが背後から敵を攻撃する手段を使えば延々と冒険を続けることができる。以前は複数のペットを同時に使役出来たが、現在のバージョンでは1匹のみに限定されている。
Druidの魔法はペットを召喚したりペットを回復するペット関係のほか、瞬間移動(Teleport)や姿消し(Invisiblity)、攻撃態勢のモンスターを鎮める(Calm)、精霊を召喚する(Summon Creature)、敵同士を同士討ちさせる(Provocation)などトリッキーなものが多い。ポーションも作成出来るが、姿隠し薬(Invisibility Potion)以外はそれほど有用ではない。
Druidは弱点の少ないクラスだが、強大な攻撃力を持つ最強魔獣Dragonや、海の王者Sea Serpentといった攻撃力が強大なモンスターに対して有効な攻撃手段が少ない。
プライマリスキルは魔法(Magery/Druid)、調薬(Alchemy/Druid)、調教(Taming)。

## Oberin世界の街
Oberin世界にはいくつかの街があり、それぞれが単一の国家となって特色を持っている。特定の街を中心にプレイしているプレイヤーも多い。北はモニタに向かって左上に位置する。

### 大都市(ポータルが設置されている街)

#### Lerilin(レリリン)
中心都市Mirithのある大陸の東に位置する島の北端にある漁村。最高権力者は市長(Mayor)。通称「始まりの街」
大都市に比べて城壁もややみすぼらしく、城門なども存在しないが衛兵がパトロールしている。2006年のアップデートが行われるまでは、全てのプレイヤーがここからスタートする設定であった。周辺にそれほど強力なモンスターも出ず、初心者用に墓場もSkeltonしか出現しない設定になっているため、今でも初心者プレイヤーが集まっていることが多い。大規模RTQは起こりにくいが、墓場や蟻塚で単発のRTQが起こる。
施設：ショップ一般、銀行(Bank)、寺院(Temple)、船着き場(Dock)、墓場(Cemetary)、ポータル(Orange Portal)
周辺のダンジョン：蟻塚(Ant Cave)、火山(Volcano Dungeon)、PvP島

#### Mirith(ミリス)
Oberin世界の中心に位置する大都市。最高権力者はGalandir王(King)。通称「王都」
王制を敷く唯一の都市だが、他の都市を管轄しているわけではないらしい。強固な全周囲型の城壁を持ち、東門と西門、および王城前に衛兵が配置されている。王城の二階には王族が暮らしているが、入り口は存在しない。王城から下水を通って城外へ脱出する秘密の通路がある。周辺に魔法生物が少なく、冒険施設も多いことからソロプレイにも複数プレイにも向いており、Plateクラスが数多く常駐している。プレイヤーが多い都合上、大規模RTQはこの街から始まることも多く、過去に何度もモンスターなどに攻められる被害が起きた。有志プレイヤーによる自警団ギルド「Mirith Vanguard」が存在する。墓場にはBone Mageが出現しない。
施設：ショップ一般、銀行(Bank)、寺院(Temple)、下水(Sewer)、墓場(Cemetary)、ポータル(Green Portal)
周辺のダンジョン：地下墓場(Crypt Dungeon)、コウモリの巣(Bat Cave)、Lizardman砦(Lizardman's Fort)、森の迷路(Tree Maze)、蜘蛛島(Spiders' Island)

#### Andris(アンドリス)
Mirithのある大陸の南に位置する島の中心にある城塞都市。最高権力者は元老院(Senator)で、複数の元老院議員による合議制を敷いている。通称「赤い街」
Mirithと同様、強固な全周囲型の城壁を持ち、北門と南門、および城前に衛兵が配置されている。最も面積の大きい都市で、Petを連れて入ることが許されていない。あらゆる意味でMirithと双璧をなす都市だが、手軽なダンジョンに恵まれず、周辺のモンスターが強力でもあり常駐プレイヤーがやや少ない。姿隠しのポーション(Invisible Potion)を市販している。しばしば墓場で単発のRTQが起こる。
過去に元老院議員のランカスター(Lancaster)が独裁政治を行い、傭兵(Mercenary)や山賊(Brigand)、Lizardmanを雇ってMirithと全面戦争するという事態も起きた。その際には街自体が完全封鎖され、誰一人中に入る事が出来なかった。
施設：ショップ一般、銀行(Bank)、寺院(Temple)、下水(Sewer)、墓場(Cemetary)、ポータル(Red Portal)
周辺のダンジョン：骨の迷宮(Skull Dungeon)、火山(Volcano Dungeon)

#### Marali(マラリー)
大陸の北東端に位置する都市。Marali軍による軍政を敷いている。通称「辺境の街」
Mirithと同様、全周囲型の城壁を持ち、北門と南門、および城前に衛兵が配置されている。WizardやRogueにとってレベルアップに必要な毒手斧(Poison Hand Axe)はこの街でしか売却できない。周辺のダンジョンはそれほど多くないが、街の周囲に魔法生物が大量に住みつき、また墓場も他の街に比べて大きいためRobeクラスが好んで暮らしている。
過去にモンスター集団「Alliance」によって街全体が占領されるという事態が起きた。
施設：ショップ一般、銀行(Bank)、寺院(Temple)、船着き場(Dock)、下水(Sewer)、墓場(Cemetary)、ポータル(Purple Portal)
周辺のダンジョン：アボレック（Aborek：Maraliの南に位置するモンスターに襲撃されて廃墟と化した街。中にダンジョンがある）、蜘蛛島(Spider Island)

#### Duldrus(ダルダロス)
大陸の北西端に位置する山間の街。通称「鉱山街」。
街は山に囲まれた盆地の中にあり、城壁などは存在しない。街というより集落に近く、いくつかのショップは中心部から離れたところに存在する。寺院やポータルは街からとても遠い。本来、鉱石採取(Mining)には有利な地形だが、銀行(Bank)がないため保存に手間がかかり、町中によくモンスターが出現するため常駐しているプレイヤーはほとんどいない。ポータルはBlueが配置されているが山の向こうに位置する為たどり着くのに巨大な岩山を回り込まねばならずかなり苦労する。店舗数が9軒とスタート時に選択できる拠点の中では一番規模が小さい。
RTQの際にはThe Eyeに全住民が洗脳され、敵の本拠地となった。
以前は最大回復薬(Full Heal Potion)が市販されていたが、現在は休止している。
施設：ショップ一般、寺院(Temple)、船着き場(Dock)、ポータル(Blue Portal)
周辺のダンジョン：氷の迷宮(Ice Dungeon)、謎の迷宮(Unidentified Dungeon)

### 小都市(衛兵が配備されている施設)

#### Port Gast(ポート・ガスト)
MirithとAndrisの中間地点に位置する小都市。
城壁などを持たないが、衛兵によるパトロールが行われている。銀行や寺院、ポータルは存在しない。姿隠しのポーション(Invisible Potion)を市販している。しばしばRTQの舞台となる。
施設：ショップ一般、船着き場(Dock)

#### Brigobaen(ブリゴバーン大神殿)
Lerilinと同じ島にある神殿。巨大な書物庫（図書室？）が南北に一部屋ずつ配置されている。ElderというClericが守っている。一切のショップなどの施設を持たないが衛兵がおり、寺院、およびアイテムクエストのためのNPCが配置されている。Lerilinからここにたどり着くには道なりにいくよりも東の海岸沿いに南下した方が安全。

### 集落・村

#### Gohoran Community(ゴホラン集落)
人が住んでいないが、forgeがある。しばしばRTQの舞台となる。

#### Town of Foehan(フォーハン村)
Green Portal付近に位置する村。人がおらず、ショップもforgeもない。

#### Aborek（廃墟の街アボレック）
Purple Portalの南に位置するかつての街。モンスター群に襲撃されて廃墟と化した。街の中にダンジョンがある。また、Aborekの東にある縦長な砂の島はGiant Spiderの巣窟となっている。

### その他

#### Player vs Player Island
PvPと略される、普段は不可能なプレイヤー同士での戦闘が行える島。Lerilinの船着き場から筏でまっすぐ北上すると右手に見えてくる。島の周囲を並木に囲まれており南東側の神殿からのみ中に入ることができる他、島の中央にBlack Portalがあり、Pure Black Crystalを使用しても入ることができる。また、Portalの南北には巨大なチェス盤がある。日本人ギルドの間ではTeam Battleイベントなどが開催される際の会場になっている。島の周囲はSeaTurtleの群生海域になっている。
Oberinでは基本的にPK行為は禁じられているが、ここでは例外。また、死んだときにレベルが下がるペナルティも免除されている。

#### House of Hermit（隠者の家）
Lerilinから森を南下すると小さな湖の中に小さな家がある。ここの主はOld Hermit（老いた隠者）。Item Questに関わる人物だが、湖の周りにはHerpieが、そして湖の中にはSea Serpentがうじゃうじゃいるためレベルの低い者は近づく事すら出来ない。

#### Portal（ポータル：ワープゾーン）
主要な街の近隣に存在する。灰色の四角錐の柱に囲まれており、この内側で様々な色のPure CrystalをDropするとその色のPure Crystalに応じたPortalに瞬間移動できる。同じ色のCrystalを50個、各街の神殿にいるTraderに渡すと同色のPure Crystalに交換できる。Crystalは地面に稀に落ちている物を拾うか、各色のCrystalを大量に持っているForger Antを倒すかで入手できる。それぞれの街に対応したPortalの色は次の通り。
- Lerilin:Orange
- Mirith:Green
- Andris:Red
- Marali:Purple
- Duldrus:Blue
- Player vs Player Island:Black

#### Temple Island（神殿の島）
Werif Dock（Mirith南西に位置するLizerdman's Islandに渡れる港兼造船所）の南にある小さな島で、あるのは神殿だけ。

#### Jinker's Island（Jinkerの島）
偉大なるGame Master、Jinkerの島。上記のTemple Islandの遥か南西に位置する小島。

#### Lizardman's Fort（Lizardman砦）
Mirithの西にある大きな島のほぼ真ん中に位置する巨大な砦。支配しているのは凶悪なLizardman達。この島へはすぐ近くの港Werif Dockから海峡を渡るか、Mirithの北にあるクジラ山の目の位置にあるTunnelを通るかで行く事が出来る。初期のバージョンでははじまりの街のすぐ近くに在った。

### Player's Guild
Oberinでは、プレーヤー同士でグループを組む事が出来、これをGuild（ギルド）と呼ぶ。GuildはOberin世界のいずれか任意の土地にGuild Hallと呼ばれる施設を構える事が出来、街とは別にプレイヤーの拠点とする事が出来る。Guildを組むには発起人を含む5名の賛同者が必要で、GMに申請することで設立できる（公式サイトより）。また、いずれかのGuildに加入したい場合にはGuildのサイトにメールを送るなどして申し込み、メンバーに認証してもらう必要がある。Guildに加入するとコマンド＋Dで閲覧する事が出来るキャラクタ情報欄にGuildのエンブレムが表示され、一般のプレイヤーでは入る事が許されないGuild Hallに入る事が出来る。現在数多くのPlayer'sGuildが登録されており、日本人で構成されているGuildも存在する。

## 戦闘システム
基本的には敵と遭遇し、接近すると自動的に攻撃を開始する。フィールドを徘徊する敵がプレイヤーキャラを認識すると攻撃態勢になり（名前の文字が赤く変化する事でわかる）、まっすぐ自分に向かってくる。
ドラゴンなどの一部の強力な敵やアンデッドを除くほとんどの敵は、戦闘中にHPメーターがある程度減少する（瀕死状態）と体力回復の為に逃避し始める。これだけで攻撃時についていた名前の前の赤い二重丸マーク（攻撃対象マーク）が外れてしまうことはないが、他に自分を攻撃してきている敵がいる場合その敵に攻撃対象が移る現象が自動的に起こり、そのまま逃走中の敵に接近しても攻撃出来ない。この場合任意のタイミングでOptionキー＋クリックによって攻撃を指定して追い討ちをかける事になる（しかしながら混戦状態では一度攻撃対象を変更してもまたすぐに前述の攻撃対象の自動変更の現象が起こるため追撃は非常に困難となる。）。
魔法攻撃はskillウィンドウに表示されている使いたい魔法の項目をクリックした後、カーソルを攻撃対象に合わせてクリックする事で実行される。回復系の魔法に関しても同様。魔法を使用する場合には対応する試薬を全て揃えておかなければならない。どれか一つでも切らしてしまうと使用できなくなる。また魔法の使用にはマナを消費する為、マナが0になると使用できなくなるので回復を待たねばならない。
弓矢による攻撃は弓を装備し矢を持っている状態であれば、攻撃対象マークがついた敵に自動的に射出される為、逃げながらの攻撃も可能である。ただし持っている矢を射ち尽くした時は何も出来なくなる。
また、自分が危険な状態になった際にも逃避しなければならないが敵の名前が赤の状態ではどこまでも追いかけてくる（ある程度の距離が空く事で追いかけて来なくなる敵もいる）。Hiding（隠れ身）のスキルを使用するか、障害物の陰に隠れるなどして相手の視野から外れて名前を白にしなければならない。

### キャラクタの死
HPが0になったとき、キャラクタは死亡してしまう。メイン画面はグレートーンと化し、自分の死骸を残したままライトグレーのローブを纏った姿となり名前が「Ghost of （キャラクタ名）」に変わる。つまりGhost（幽霊）になるのである。
幽霊になると着ているライトグレーのローブ以外は所持することが出来なくなり、他のキャラクタと会話も出来なくなる（他のキャラからは「○○○000○○○000○○○」と喋っているように見え、コミュニケーションが取れなくなる）。幽霊になるとモンスターからは攻撃もされないが、うろついているとGMに見つかって怒られた挙句にGMの特権で強制的に復活させられる（親切なGMであれば希望する街まで飛ばしてくれることもある）。
復活する為にはそれぞれの街の中にある神殿に行かなければならないが復活しても所持品は幽霊の時のまま（ライトグレーのローブ一枚のみ）である。死亡前に持っていた所持品は全て自分の死骸と一緒にあり一定時間が経つと死骸もろとも消滅してしまう。以前のバージョンでは死骸とともにあった所持品を他人が入手（強奪）出来たが、後に本人以外が取ろうとするとロックがかかり取る事が出来ない設定になる。その代わり死んだ際には所持品からは武器・防具などの装備品（ベルトやブーツを除く）や、レアアイテムは消えてしまう、というデメリットも設定された。なお、離れ小島で死亡した際に起こりうる不具合を想定してか、Raft（筏）を所持している場合には死亡してGhostになってもRaftだけは所持したままである。
死亡してしまった時は一刻も早く最寄りの神殿に駆け込み復活したのち急いで死骸のある場所まで取って返し死骸の中にある所持品を取り戻しにいく事になる。
また、キャラクタが死亡した際にはスキル毎の成功ポイントの蓄積分が減少してしまい、場合によってはレベル自体が低下してしまう事もある。

## モンスター

### 放牧系
Sheep、Dog、Sea Turtle (海洋系)、Wolf
のんびりとフィールド内を移動しているモンスター。稀な例外を除き人間に友好的で、プレイヤーが近寄っても攻撃して来ない。ただしこちらが攻撃態勢を取れば攻撃して来る。攻撃力・防御力・攻撃速度・HPのいずれも弱く、レベルアップなどに利用される。ドロップアイテムは生肉(Raw Steak)や羊毛・毛皮・甲羅。

### 蟻系
Giant Ant、Worker Ant、Forager Ant、Warrior Ant、Queen Ant
エサを求めて森の中を中心に彷徨っており、プレイヤーを見ると攻撃して来る。フィールド上にいるのはたいてい最も弱いForager Antで、複数で出現することが多い。Crystalを集める習性を持つため、Crystalを集めたりお金に転売したりするプレイヤーに狙われやすい。
他の蟻はLerilin近くの蟻の巣(Ant Cave)に住みついており、侵入すると集団で攻撃して来る。Queen Antは他の蟻とは比べ物にならないほど強力。

### アンデッド系
Skelton、Zombie、Bone Mage、Bracken
Lerilin、Mirith、Marali、Andrisなどの街の付近にあるGraveyard（墓地）に徘徊している。Bone MageはExplodeやLightning Boltなどの魔法を使用する。Brackenは古びた巨木に邪悪な面相が浮かぶ樹のモンスター。Zombieは攻撃を受けると呪いを受ける事がある。

### エレメンタル系
Air Elemental、Water Elemental (海洋系)、Poison Elemental、Fire Elemental
竜巻のような姿をしたモンスター。Water Elementalは水上でのみ移動できる。Fire Elementalは火山地帯に生息する。

### 魔法系
Bone Mage、Bracken、Gaper

### ビースト系
Sludge Beast、Rust Beast、Poison Beast
形容しがたい姿の魔獣。中でもRust Beastは金属系の装備品の耐久度を著しく減少させてしまうため、Fighterにとっては天敵ともいえる存在。

### ハウンド系
Blink Hound、Hell Hound

### トロル系
Troll、Forest Troll

### 蜘蛛系
Giant Spider、Sand Spider、Frost Spider、Lava Spider

### 巨人系
Giant、Frost Giant、Hill Giant
巨人の姿をしたモンスター。高い筋力と体力を持ち、棍棒を武器にして力任せに襲いかかってくる。知能は低く、カタコトの言葉しか話すことが出来ない。総じて強力な敵モンスターだが、中でもFrost Giantは(Dragon族を除いて)最強の攻撃力と体力を誇る。

### 人間系
Brigand、Mercenary

### ドラコ系
Forest Draco、Ice Draco、Red Draco、Black Draco

### ドラゴン系
Forest Dragon、Ice Dragon、Red Dragon、Black Dragon、Abyss Dragon

### 系統無し
Giant Rat、Giant Snail、Gooey、Giant Scorpion、Giant Snake、Lizard Man、Tusker
それぞれ名称からおおよその外見は判断できる（巨大なネズミ、カタツムリ、サソリ、ヘビ、そしてリザードマン）と思うが、Gooeyは緑がかった半透明の巨大な立方体、というもっとも異様な姿をしたモンスター。

### 飛翔・浮遊系
Giant Bat、Harpie、Gaper
大概のモンスターは陸上を移動するのでRaft（筏）を持っていれば水上に逃げることでそれ以上追って来られないため戦略的にも有利な所があるが、これら飛翔・浮遊系のモンスターは事実上どこまでも追って来られる。特にGaperはExplodeやLightning Boltを使用してくるので逃げ切るのはかなり困難。
そのGaperの様相は人の大きさはあろうかという巨大な黒い球体のまん中に大きな一つ目、そして頭頂部にはメデューサのようにヘビに似た触手（髪？）が無数に生えている、何ともおぞましいものである。倒すとこの触手を得ることができる（Gaper Stalk）。これはこの世界では美味な食材らしく、調理法もCookingスキルで習得できる。
Harpieは人の頭と胴体を持ち、腕と足は鳥というおなじみの姿のはずだが、鳥のような尾羽はない。倒すと得られる羽根は矢を生成する際に必要なものである。稀に卵（赤い物と黒い物がある）も入手でき、Item Questで必要な物である。
Giant BatはMirithの西にある岩山のBat Cave内と、LerilinとVolcanoの間にあるCavernに群生している。

### 海洋系
Sea Turtle (放牧系)、Water Elemental (エレメンタル系)、Sea Serpent

### 特殊系
Centaur

## Item Quest
Oberin世界の住人、つまりNPCの中にはある特定の役割を持った者がいる。それがItem Questを持ったキャラクタである。彼らに話しかける（近づいて"Quest"とタイプする）ことでQuestの内容を話してくれる。
ほぼ全てのQuestが何らかのアイテムを集めてQuestを聞いた人物にそれを渡す事で新たなアイテム（Questによっては店で購入できないレアな物もある）を入手でき、またExp.（経験値）も獲得できる。ここで獲得できる経験値はキャラクタのスキルを高める物ではなく、キャラクタのTitle（地位）を高める物である。
また、あるQuestで得たアイテムが他のQuestで渡すためだけのものもいくつか存在し、順を追って渡していく事で結果的に高いExp.を獲得できるいわゆる"わらしべ長者"的な連携Questといえるものも存在する。
かつてのバージョンではQuestはChest（宝箱）の中に入った巻物の形式をとっており、内容としては現バージョンと同じくアイテムを探し出してそれを求めているキャラに渡すといったものがほとんどであったが、渡すべき人物の名前が書かれており、いちいち探さなくてはならないのが面倒であった。

## RTQ(リアルタイム・クエスト)
Oberinでは時折、GM(ゲームマスター)により、日常起こらないはずのシナリオが用意されることがある。これを総称してRTQと呼ぶ。
RTQには、単発で起こるもの(普段はいないはずのモンスターやアイテムが現れたり、通常あり得ないほどの数のモンスターが襲ってくるなど)と、数日〜数週間にわたって続くもの、および数ヶ月にわたり続くような大規模RTQも存在する。

## 最新アップデート
2009年1月中旬に配布開始された最新版では、様々な改良およびマップ上の変更がなされている。
プレイヤー各自による確定がなされるまでの間、この項目において確認されている変更点を記載しておく。
- Plate系ClassにSpecial Skillが新設される。

Robe系のMagery Skillに相当する特殊攻撃。これにより最弱扱いされたFighterがDouble Strike（連続攻撃）やDefence Stanceなど多彩な攻撃/防御を使用することが出来るようになった。また、Knock BackやRageなどの高度のSpecial Skillはレベルをあげるだけでなく、特殊なアイテム（Ringなど）を装備する事で使用できるようになる。その為、キャラクタの下にあるHPメータ（緑色）の下にスタミナメータ（黄色）が表示されるようになった（Robe系はMPメータが青色で表示される）。
- Meleeスキルの新設

従来でいうところのSwordmanShip、Pole Fighting、Mace Fightingを統合した打撃系武器使用スキル。自キャラと同程度の強さのモンスターと戦う事で4倍の成功ポイントを獲得できる（強すぎたり弱すぎたりだと2倍程度にしかならない）。
- WizardにEnchanting Skillが新設。

これは、先述の特殊アイテムなどを生成するスキル。新たに登場した素材Etherite（FeriteやLogから抽出可能）や各種モンスターがDropする新設されたRegentなどを調合し魔力を帯びたRingやCharmなどの特殊装備を生成する事が出来るようになった。また、Potalに使用するクリスタルも（手順は以前より面倒くさくなっているが）生成できるようになっている。
Enchantingの新設により、戦闘を有利にできるアイテムを生成できるようになったWizardの重要性がこれまで以上に増した。また、Enchantingの基礎とも言えるEtheriteはFeriteやLogから生成される為、魔法用のRegent集めだけでなく、Etherite集めの為にMiningやLumberjackingなども戦闘の傍らに勤しむ必要が出て来た。
- Lerilinの外周に堅牢な外壁が建設される。

従来は外部からのモンスターの侵入を阻止しきれなかったLerillinの周囲がMirithのような強固な外壁によって守られるようになった。
- 従来はQuest用アイテムであったRobe of DefenceやWeapon of Durabilityなどの特殊属性を持った装備品をTaloringやBlacksmithingで製作する事が出来るようになった。これらのアイテムはいずれもレベルの10以上の上位にならないと作成する事が出来ない。従来であればレベル8に達すると店で売られている装備品のすべてを作る事が出来るようになり、それ以上レベルをあげる必要がなかったが、新たに設けられたこれらのスキルにより、それ以上のレベルを目指す必要性が設けられた。

## 備考
公式サイト